# Municipio de Reyes Etla
El municipio de Reyes Etla es uno de los 570 municipios que conforman al estado mexicano de Oaxaca. Pertenece al distrito de Etla, dentro de la Región Valles Centrales. Su cabecera es la localidad homónima.

## Geografía
El municipio abarca 11.58 km² y se encuentra a una altitud promedio de 1630 m s. n. m., oscilando entre 1800 y 1600 m s. n. m.
Colinda al norte con el municipio de Magdalena Apasco; al este con Magdalena Apasco y con el municipio de Villa de Etla; al sur con Villa de Etla, el municipio de Guadalupe Etla, Nazareno Etla y San Andrés Zautla; al oeste con San Andrés Zautla y Magdalena Apasco.

## Demografía
De acuerdo al último censo, realizado por el INEGI en 2010, en el municipio habitan 3568 personas, repartidas entre 7 localidades.